# Albert Wessel
Albert Wessel (* 23. Januar 1829 in Genf; † 22. September 1885 Vésenaz bei Collonge-Bellerive; heimatberechtigt in Genf) war ein Schweizer Jurist und Politiker.

## Leben

### Familie
Albert Wessel war der Sohn des Händlers Jean Wessel und von dessen Ehefrau Marie (geb. Koenig).
Seit 1862 war er mit Aimée, der Tochter von Jacques-Henri Willemin, verheiratet.

### Werdegang
1846 immatrikulierte sich Wessel zu einem Studium der Rechtswissenschaften an der Universität Genf und setzte das Studium später an der Universität Heidelberg fort; 1850 beendete er sein Studium als lic. iur. und war bis 1857 als Rechtsanwalt und anschliessend als Notar tätig.
Als er starb, vermachte er 1000 Schweizer Franken für die Angestellten der Behörden, mit denen er häufig zusammengearbeitet hatte.

### Politisches und gesellschaftliches Wirken
1862 wurde Wessel Mitglied des Verfassungsrats und war von 1864 bis 1874 sowie von 1878 bis 1880 Genfer Grossrat; auf seine Veranlassung hin wurde 1866 das Verfassungsgesetz dahingehend geändert, dass darauf hingewiesen wurde, dass alle Bürger des Kantons gleichgestellt seien. Eine Wiederwahl in den Grossen Rat lehnte er 1881 ab.
1866 war er Präsident der Wahlversammlung, als das Wahlgebäude durch die Unterstützer von Henry Fazy angegriffen wurde und er den Schutz der Wahl nur durch die verfügbaren Gendarmen als Kordon um das Wahlgebäude herstellen konnte.
Vom 3. Dezember 1866 bis zum 5. Dezember 1869 war er Nationalrat und vom 2. Dezember 1878 bis zum 1. September 1880 Ständerat.
Er war ein Gegner der Ultramontanen und kritisierte die Rücksichtnahme von James Fazy gegenüber den Katholiken.
1865 trat er den Unabhängigen bei und unterstützte dann die antikatholische Politik von Antoine Carteret im Kulturkampf, bevor er sich 1878 den Konservativen in der Demokratischen Partei anschloss.
Er setzte sich 1872 für den Entwurf der Totalrevision der Bundesverfassung ein.

## Mitgliedschaften
Wessel war Mitglied der akademischen Gesellschaft Belles-Lettres und der Studentenverbindung Zofingia.